# Galaxy 18
Galaxy 18 ist ein kommerzieller Kommunikationssatellit des Satellitenbetreibers Intelsat aus der Galaxy-Flotte.

## Technische Daten
Im Februar 2005 gab Space Systems/Loral bekannt, dass sie mit PanAmSat einen Vertrag für einen neuen Kommunikationssatelliten für deren Flotte unterzeichnet hatten. Space Systems/Loral baute den Satelliten auf Basis ihres SSL-1300-Satellitenbusses. Er besitzt Ku-Band- sowie C-Band-Transponder, eine geplante Lebensdauer von 15 Jahren und wird durch Solarmodule und Batterien mit Strom versorgt. Des Weiteren ist er dreiachsenstabilisiert und wiegt ca. 4,6 Tonnen. Er ist baugleich mit Galaxy 16.

## Missionsverlauf
Galaxy 18 wurde am 21. Mai 2008 mit einer Zenit-3-Trägerrakete von der Odyssey-Startplatform im Pazifik in einen geostationären Transferorbit gebracht. Von dort aus erreichte er seine geosynchrone Umlaufbahn durch Zünden seines Bordmotors, wo er bei 123° West Galaxy 10R ersetzte. Er kann in Nordamerika, Mittelamerika, Hawaii und der Karibik empfangen werden.